# Langstielige Triteleie
Die Langstielige Triteleie (Triteleia peduncularis) ist eine Pflanzenart aus der Gattung Triteleia in der Unterfamilie der Brodiaeoideae.

## Merkmale
Die Langstielige Triteleie ist eine ausdauernde krautige Pflanze, die Wuchshöhen von 20 bis 40 (80) Zentimeter erreicht. Dieser Geophyt bildet Zwiebeln als Überdauerungsorgane.
Der Blütenstiel besitzt eine Länge von 2 bis 10 (selten bis 18) Zentimeter. Die Blütenhülle ist 15 bis 28 Millimeter lang. Die Perigonröhre hat eine Größe von 7 bis 11 Millimeter. Der Fruchtknoten ist leuchtend gelb und so lang wie sein Stiel.
Die Blütezeit reicht von Juni bis Juli.

## Vorkommen
Die Langstielige Triteleie kommt im westlichen Nordamerika in Nordwest-Kalifornien in frühjahrsfeuchtem Grasland und Tümpeln sowie in Kiefern- und Hartlaubwäldern in Höhenlagen von 0 bis 800 Metern vor. Diese Art ist oft auf Serpentin zu finden.

## Nutzung
Die Langstielige Triteleie wird selten als Zierpflanze in Steingärten, Steppenbeeten und als Schnittblume genutzt. Sie ist seit ungefähr 1830 in Kultur.  Die Hybride Triteleia × tubergenii L. W. Lenz aus Blaue Triteleie (Triteleia laxa) und Langstielige Triteleie (Triteleia peduncularis) hat lavendelfarbene Blüten.

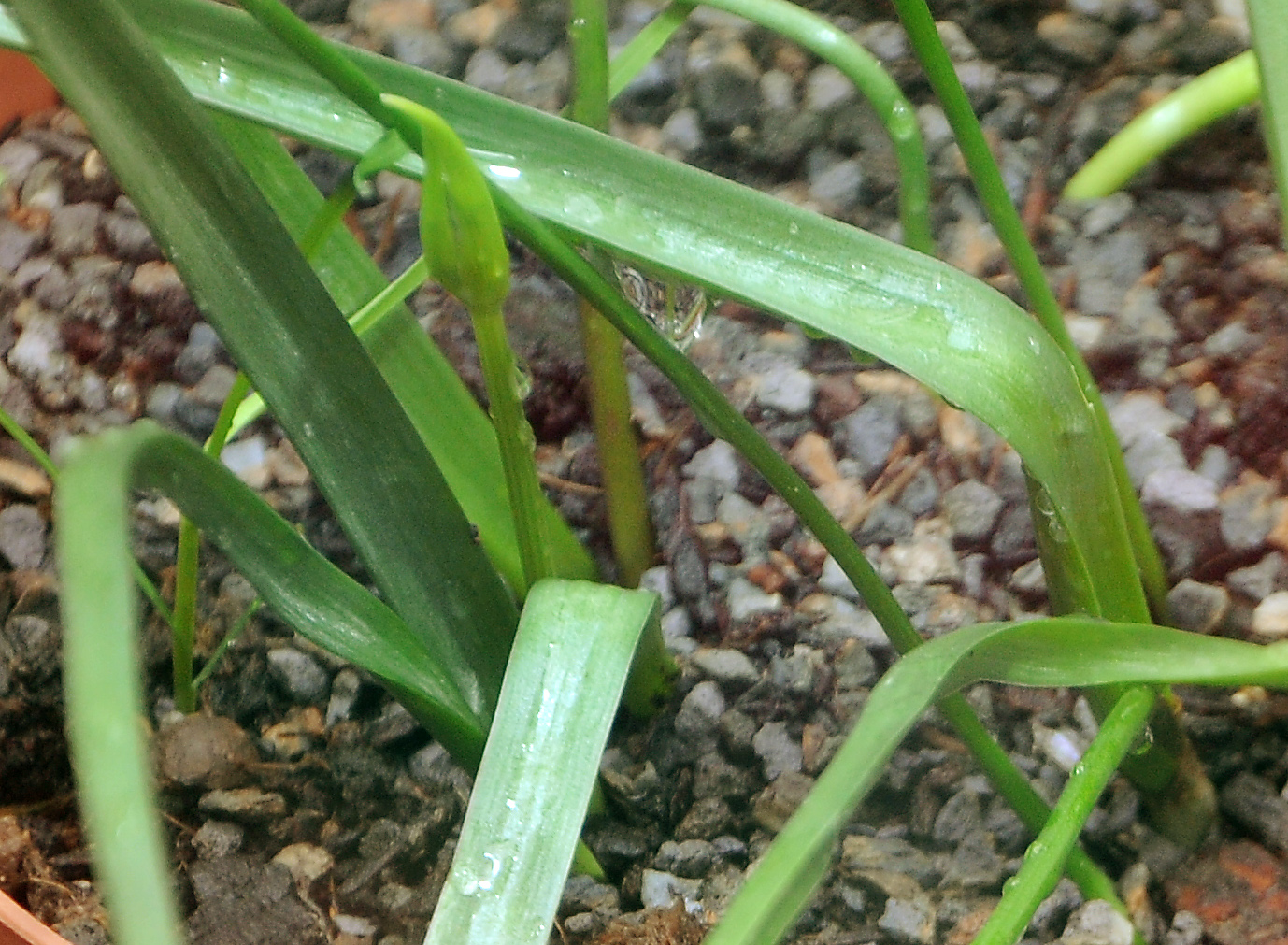
Blätter und Knospe der Triteleia peduncularis

## Taxonomie
Die Langstielige Triteleie wurde 1834 von John Lindley in Edwards’s Bot. Reg. 20: tab. 1685 als Triteleia peduncularis Lindl. erstbeschrieben. Sie hat die Synonyme:  Milla peduncularis (Lindl.) Baker, Brodiaea peduncularis (Lindl.) S.Watson und Hookera peduncularis (Lindl.) Kuntze.

## Belege
- Eckehart J. Jäger, Friedrich Ebel, Peter Hanelt, Gerd K. Müller (Hrsg.): Rothmaler Exkursionsflora von Deutschland. Band 5: Krautige Zier- und Nutzpflanzen. Spektrum Akademischer Verlag, Berlin Heidelberg 2008, ISBN 978-3-8274-0918-8.